# 武田崇元
武田 崇元（たけだ すうげん、1950年 - ）は、日本の文筆家、宗教研究家、超常現象研究家。本名は武田 洋一。筆名に武田 益尚、武内 裕、有賀 龍太など。
1980年代のオカルト・ブームの火付け役であり、学研発行のオカルト雑誌『ムー』には、南山宏と共に1979年の創刊時からの顧問として非常に強い影響力を持った。『竹内文書』『東日流外三郡誌』など古史古伝文献の刊行者としても知られる。

## 来歴
大阪府生まれ。
灘高等学校卒業。東京大学法学部在学中は共産主義者同盟（ブント）に所属し、学生運動に携わるも挫折。社会変革に失敗した経験から、人間の内面の精神世界に関心を向けるようになった。大学卒業後は東京海上火災に入社するが、間もなく退社。
絃映社に入社、1976年から1977年まで伝説的オカルト雑誌『地球ロマン』編集長（武田洋一名義、伊藤裕夫と共同編集）。ユニバース出版にて『UFOと宇宙』編集長（武田益尚名義、後の雑誌『トワイライトゾーン』）。白馬書房に移籍、1979年から『迷宮』誌編集長（武田洋一名義）。
1981年、国学者大石凝真素美の全集を刊行。その全集刊行会を母体として、オカルト専門の出版社である有限会社八幡書店を創業し代表取締役となる。同時に武田崇元と名を改め、ファシストを自称、民族派右翼活動家と連携する。1990年代前後に老舗出版社今日の話題社を吸収。現在は再び反体制時代に回帰、過激な側面はほとんど消えているが、外山恒一によると「全共闘世代の数少ない真の非転向分子の1人」とのこと。
妻は出口王仁三郎の孫である出口和明の娘。元法政大学文化連盟のメンバーで現在は中核派で活動する武田雄飛丸は息子。
と学会の原田実は武田崇元の下で働いた事がある。

## 著書
（特記なき場合は武田崇元名義）
- 『日本のピラミッド』（大陸書房、1975年）武内裕名義
- 『日本の宇宙人遺跡』（大陸書房、1976年）武内裕名義
- 『日本のキリスト伝説』（学習研究社、1976年）武内裕名義
- 『予言書黙示録の大破局』（ごま書房、1979年）有賀龍太名義
- 『ハレー彗星の大陰謀』（ごま書房、1981年）有賀龍太名義
- 『出口王仁三郎の霊界からの警告 - 発禁予言書に示された破局と再生の大真相』（光文社・カッパホームス、1983年）のち文庫
- 『出口王仁三郎の大降臨- 霊界の復権と人類の大峠』（光文社・カッパホームス、1986年）
- 『定本 竹内文献』（八幡書店、1999年）
- 『新約・出口王仁三郎の霊界からの警告』（学研パブリッシング、2013年）

### 翻訳
- 金正彬『丹(たん)』（八幡書店、1987年）
- ピーター・ジュール『あなたもできる！奇跡のロックバランシング』（今日の話題社、2014年）

## 共著・編著
- 『神々の黙示録』（金井南龍、笠井鎮夫、米津千之、筑糸正嗣、武田洋一）、徳間書店、1980年。
- 『世界救世教　第二の創業に向けて』、南斗書房、1986年。（「神道系教団の現代における使命─世界救世教の低迷を憂える─」を執筆）
- 『古神道の本』、学習研究社、1994年。（「古神道家の系譜」を執筆）
- 『JAPANオカルト怪獣記』（飛鳥昭雄、守屋汎、武田崇元、志波秀宇、三上丈晴、石井健資）、ヒカルランド、2017年。
- 『7・8元首相銃撃事件　何が終わり、何が始まったのか？』河出書房新社、2023年。（「統一教会問題の暗部とリベラルへの踏み絵」を執筆）
- 『霊的最前線に立て！─オカルト・アンダーグラウンド全史』（武田崇元＋横山茂雄）、国書刊行会、2024年。
- 『一九六八年と宗教　全共闘以後の「革命」のゆくえ』栗田英彦編、人文書院、2025年。（「神々の乱舞：1968年革命と「民衆宗教」観の変遷」を執筆）

## 雑誌記事

### インタビュー
- 「武田崇元『80年代オカルト』一代記！」（インタビューアー：中島渉）『宝島30』1996年1月号、宝島社。
- 「願わくはこれを語りて平地人を戦慄せしめよ」（聞き手：子午線編集部）『子午線──原理・形態・批評 』Vol.5、書肆子午線、2017年1月15日。
- 「武田崇元・ムー前夜譚（全４回）」（構成＝古川順弘）、ウェブマガジン『ムーCLUB』、ムーPLUS、2020年。
  - 熱談!! 「68年革命」と新左翼系対抗文化から”大陸”的通俗オカルトの勃興へ／ムー前夜譚（１）、2020/03/12 08:00
  - 70年代オカルトの大衆化と超古代史”ガチとの遭遇”／ムー前夜譚（２）、2020/04/08 08:00
  - ナマのオカルトで世界を批評せよ！ 「復刊地球ロマン」による”平地人”へのメッセージ／ムー前夜譚（３）、2020/05/04 08:00
  - 1979年「ムー」誕生とオカルトポップ王仁三郎の発見／ムー前夜譚（４・完）、2020/06/02 08:00
- 「『迷宮』編集長・武田洋一インタビュー」（聞き手：隅田川乱一）『ヘヴン』第9号、群雄社、1981年3月。
- 「武田崇元インタビュー」（インタビュアー：終風珍）、『ゴッドマガジン』創刊号、1985年5月。
- 「神道霊学のコンスピラシー」（聞き手＝武邑光裕＋四方田犬彦）、『GS たのしい知識』Vol.7（特集：神国／日本） 、UPU、1988年。
- 「『霊的ボリシェヴィキ』という言葉に隠されたオカルト的革命論とは？」（聞き手：ケロッピー前田）、ニュースサイトTOCANA、2018.08.01 16:30
- 「葦津珍彦が作り上げた核心は『国家管理なき国家神道』」（聞き手：アライ=ヒロユキ）、『週刊金曜日』2019年4月12日号。（特集 知られざる神道・神社）
- 「大宮司郎先生と八幡書店小史」、『岩戸開き』第12号、2024年5月17日。

### 寄稿
- 「偽典解題」、『地球ロマン』復刊第1号、絃映社、1976。（武内裕）
- 「戸来村キリスト伝説と竹内文献の謎」、『地球ロマン』復刊1-6号、1976-77。（有賀龍太）
- 「肝川竜神とその周辺：近代宗教史の迫間より」、『迷宮』1-2号、白馬書房、1979。（武田益尚）
- 「日本超古代文明の驚異」、『ムー』1982年5月号、学研。（武内裕）
- 「新宗教と古史古伝：大本・世界救世教・崇教真光」、『アズ』第3号、新人物往来社、1988年。
- 「古史古伝と神道運動の奇妙な関係」、『歴史読本臨時増刊・よみがえる神道の謎』、新人物往来社、1989年9月。
- 「これはニュータイプのオカルトだ！」、『宝島30』1995年12月号。（p174-175）
- 「昭和神聖会と出口王仁三郎」、『Fukujin』第2号、福神研究所、1999年。
- 「平田篤胤から国家神道へ」、『Fukujin』第3号、福神研究所、2000年。
- 「霊術の技法の分類」、『岩戸開き』第12号、ナチュラルスピリット、2024年5月。

### 座談会
- 「日本的狂気の世界を語る」（竹内健、宮澤正典、有賀龍太）、『地球ロマン』復刊1号、1976年。
- 「神代文字をめぐる諸問題」（竹内健、筑糸正嗣、有賀龍太）、『地球ロマン』復刊5号、1977年。
- 「現代革命と霊性の復権」（太田竜、阿基米得、武田洋一）、『迷宮』3号、1980年。

### 対談
- 細野晴臣 vs 武田崇元「1984年、われわれは今、宇宙的ターニング・ポイントに立っている」、『ムー』1984年7月号。
- 梅原正紀 vs 武田崇元「「新人類」の若者は身辺幸福主義を望む」、『新雑誌X(エックス)』1986年4月号。（特別企画／若者のオカルト趣向が宗教界を変える）
- 出口和明 vs 武田崇元「「霊界物語」の謎が解けるとき至福のミロク千年王国が現れる!!」、『ムー』1990年8月号。

## イベント
- 『1968年と宗教―全共闘以後の「革命」のゆくえ―』、科研「新宗教史像の再構築」公開シンポジウム、2018年12月15日、京都大学人文科学研究所大会議室、（登壇者： 川村邦光、鎌倉祥太郎、村山由美、武田崇元、絓秀実、栗田英彦）
- 『グルジェフ舞踏・公開パフォーマンス』、1980年7月5日、赤坂草月ホール。主催：イーデン・ウエスト・キョート、後援：「迷宮」編集室・Esoterica。[6]

## エピソード
- 武田崇元と伊藤裕夫は東大在学中の1970年、英文学者・由良君美のゼミに参加した（テーマは「ドイツ表現派映画」）。のちに、四方田犬彦は由良を介して武田と知り合う。由良は『地球ロマン』に二度寄稿している。[7]